# Syntomaula
Syntomaula is een geslacht van vlinders uit de familie prachtmotten (Cosmopterigidae).

## Soorten
- S. cana Moriuti, 1977
- S. microsperma (Diakonoff, 1954)
- S. simulatella (Walker, 1864)
- S. tephrota Meyrick, 1914